# Liste der Baudenkmäler in Deiningen
Auf dieser Seite sind die Baudenkmäler in der schwäbischen Gemeinde Deiningen zusammengestellt. Diese Tabelle ist eine Teilliste der Liste der Baudenkmäler in Bayern. Grundlage ist die Bayerische Denkmalliste, die auf Basis des Bayerischen Denkmalschutzgesetzes vom 1. Oktober 1973 erstmals erstellt wurde und seither durch das Bayerische Landesamt für Denkmalpflege geführt wird. Die folgenden Angaben ersetzen nicht die rechtsverbindliche Auskunft der Denkmalschutzbehörde.
 Die Liste gibt den Fortschreibungsstand vom 21. Juli 2018 wieder und umfasst acht Baudenkmäler.

## Baudenkmäler nach Gemeindeteilen

### Deiningen
| Lage                                    | Objekt                             | Beschreibung | Akten-Nr.             | Bild            |
| --------------------------------------- | ---------------------------------- | --- | --------------------- | --------------- |
| Gottfried-Jakob-Straße 11 (Standort)    | Kleinhaus                          | Erdgeschossiger Bau auf winkligem Grundriss mit Satteldach und Zwerchhaus, drittes Viertel 19. Jahrhundert. | D-7-79-130-2 Wikidata | Kleinhaus       |
| Hauptstraße (Standort)                  | Alte Egerbrücke                    | Sechsjochige Bogenbrücke aus Steinquadern mit gedeckten Pfeilern, 18. Jahrhundert, unter Verwendung mittelalterlicher Reste. | D-7-79-130-8 Wikidata | Alte Egerbrücke |
| Hauptstraße 10 (Standort)               | Gasthaus                           | Zweigeschossiger Satteldachbau, im Kern Anfang 19. Jahrhundert, im 20. Jahrhundert nach Osten und Süden erweitert. | D-7-79-130-3 Wikidata | Gasthaus        |
| Raiffeisenstraße 20 (Standort)          | Ehemalige Mühle                    | Dreiflügelanlage, Hauptbau zweigeschossig mit Krüppelwalmdach, profiliertem Traufgesims, Figurennische und Wappenstein („1651“ bezeichnet), zweites Viertel 19. Jahrhundert, im 20. Jahrhundert nach Süden erweitert; Wirtschaftsgebäude, mit Krüppelwalmdach und profiliertem Traufgesims, zweites Viertel 19. Jahrhundert, Anbau nach Osten 20. Jahrhundert; Stadel, Satteldachbau mit profiliertem Traufgesims, zweites Viertel 19. Jahrhundert. | D-7-79-130-4 Wikidata | Ehemalige Mühle |
| Sankt-Martin-Straße 6 (Standort)        | Katholisches Pfarrhaus             | Zweigeschossiger Satteldachbau über hohem Sockel mit Kolossallisenen, profiliertem Trauf- wie Giebelgesims sowie Firstaufsatz, nach Brand 1870 über älterem Kern errichtet. | D-7-79-130-5 Wikidata | weitere Bilder  |
| Sankt-Martin-Straße 6 a, 6 b (Standort) | Katholische Pfarrkirche St. Martin | Ehemalige Simultankirche, Saalbau mit leicht nach Süden verschobenem Rechteckchor mit Strebepfeilern, Turm mit Spitzhelm im nördlichen Chorwinkel und Sakristeianbau im Süden, Turm nach 1320 errichtet, Langhaus und Chor Ende 14. Jahrhundert, Turmerhöhung, 1702, Umgestaltung und Verlängerung des Kirchenschiffs nach Westen, 1740, südliche Sakristei, 19. Jahrhundert; mit Ausstattung; Erweiterungsbau unter Einbeziehung der urspr. Sakristei östlich des Chores, zweigeschossig mit Satteldach und Rundturm, 19. Jahrhundert; Friedhofsmauer, ehemals stark befestigter Friedhof, im Kern 15. Jahrhundert, im 19. Jahrhundert vor allem im Bereich des Pfarrhauses erneuert; Turm, quadratisch mit Zinnenkranz, 15. Jahrhundert. | D-7-79-130-1 Wikidata | weitere Bilder  |

### Klosterzimmern
| Lage                           | Objekt                               | Beschreibung | Akten-Nr.              | Bild           |
| ------------------------------ | ------------------------------------ | --- | ---------------------- | -------------- |
| Klosterzimmern 1, 3 (Standort) | Ehemaliges Zisterzienserinnenkloster | 1245 in Stahelsberg gegründet, 1252 nach Zimmern verlegt, 1559 aufgelöst, danach fürstliches Gut, von der Klosteranlage nur noch geringe Teile erhalten. Ehemalige Zisterzienserinnenklosterkirche Heilig Kreuz und Maria, Langhaus mit nicht eingezogenem, dreiseitig geschlossenem Chor mit Strebepfeilern und turmartigem Dachreiter mit Oktogon und geschweifter Haube über dem Westgiebel, um 1255 als dreischiffige Pfeilerbasilika errichtet, Dachreiter zweite Hälfte 16. Jahrhundert, später Seitenschiffe abgetragen und die Arkaden vermauert; mit Ausstattung; ehemalige Gutsverwaltung und Gasthaus, zweigeschossiger Satteldachbau mit abgetrepptem Giebel mit Zinnen mit Schwalbenschwanzaufsätzen und Volutenspangen, angeblich um 1530; Hoftor, mit stichbogiger Tordurchfahrt und Fußgängerpforte sowie mit Zinnen auf kielbogig geschweiften Giebeln, um 1530; Stadel, Satteldachbau mit Giebelgesimsen, 16./17. Jahrhundert; Nebengebäude, erdgeschossiger Satteldachbau mit nach Osten vorkragendem Anbau im Norden, im Kern vielleicht 16./17. Jahrhundert. | D-7-79-130-10 Wikidata | weitere Bilder |

### Möderhof
| Lage                  | Objekt                 | Beschreibung | Akten-Nr.              | Bild                   |
| --------------------- | ---------------------- | --- | ---------------------- | ---------------------- |
| Möderhof 1 (Standort) | Wohnwirtschaftsgebäude | Langgestreckter erdgeschossiger Massivbau mit Mansardwalmdach sowie segment- und korbbogigen, teils vermauerten Toreinfahrten, 1784–1792 als Nordflügel des Mustergutes Möderhof nach Plänen von Reinhard Ferdinand Heinrich Fischer errichtet, mehrfach verändert. | D-7-79-130-11 Wikidata | Wohnwirtschaftsgebäude |

## Abgegangene Baudenkmäler
In diesem Abschnitt sind Objekte aufgeführt, die früher einmal in der Denkmalliste eingetragen waren, jetzt aber nicht mehr existieren, z. B. weil sie abgebrochen wurden. Aktennummern in diesem Abschnitt sind ehemalige, jetzt nicht mehr gültige Aktennummern.

| Lage                                     | Objekt               | Beschreibung | Akten-Nr.              | Bild                 |
| ---------------------------------------- | -------------------- | --- | ---------------------- | -------------------- |
| Deiningen Raiffeisenstraße 13 (Standort) | Ehemaliges Armenhaus | Eingeschossiger Satteldachbau, 1836. Zwischen 2011 und 2013 abgebrochen                                                    | D-7-79-130-12 Wikidata | Ehemaliges Armenhaus |
| Deiningen Templerstraße 6 (Standort)     | Bauernhaus           | Erdgeschossiger Mitterstallbau mit angehobener Traufe, Mitte 19. Jahrhundert. Ins Bauernhofmuseum Illerbeuren transloziert | D-7-79-130-6           | Bauernhaus           |